# Strensall
Strensall, ook Strensall with Towthorpe, is een civil parish in het bestuurlijke gebied City of York, in het Engelse graafschap North Yorkshire met 1549 inwoners.